# Calvin Watson
Calvin Watson (Melbourne, 6 de gener de 1993) és un ciclista australià, professional des del 2012 i actualment a l'equip Aqua Blue Sport.

## Palmarès
- 2011
  - 1r al Baw Baw Classic
  - 1r al Tour du Valromey
  - Vencedor d'una etapa al Canberra Tour
- 2013
  - 1r a la Herald Sun Tour

### Resultats al Giro d'Itàlia
- 2015. 151è de la classificació general